# Misja Wsparcia Narodów Zjednoczonych dla Iraku

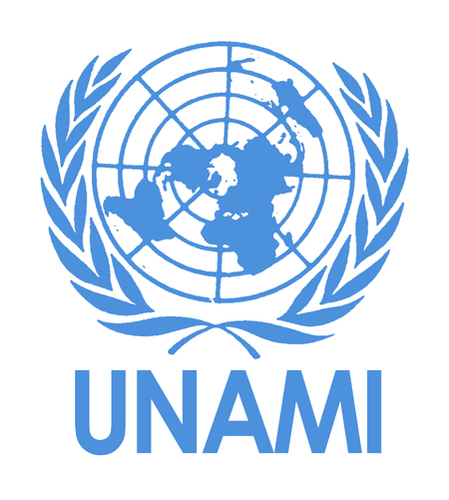
Logo UNAMI

Misja Wsparcia Narodów Zjednoczonych dla Iraku, UNAMI (ang. United Nations Assistance Mission for Iraq, UNAMI) została ustanowiona 14 sierpnia 2003 r., na mocy rezolucji Rady Bezpieczeństwa S/RES/1500 (2003). Rezolucja została przyjęta jednogłośnie, a w konsultacjach na jej temat brał udział Tymczasowy Rząd Iraku.
Misji przewodniczy Specjalny Przedstawiciel Sekretarza Generalnego ONZ dla Iraku oraz dwóch jego zastępców, którzy zajmują się prawami człowieka, kwestiami politycznymi, nadzorem działalności jednostek Narodów Zjednoczonych w regionie. Jeden z zastępców pełni funkcję Stałego Koordynatora ONZ oraz Koordynatora ds. Humanitarnych w Iraku. Misja działa w ramach Departamentu Spraw Politycznych i jest wspierana przez Departament Operacji Pokojowych ONZ oraz jest wspierana przez Departament Wsparcia Polowego. Misja ma swoje siedziby w Bagdadzie oraz innych miejscach na terenie kraju.

## Zadania UNAMI[3]
Początkowo funkcjonowanie UNAMI zaplanowano na 12 miesięcy, a do jej zadań należały:
- wsparcie i doradztwo dla Niezależnej Komisji Wyborczej w Iraku, Tymczasowego Rządu Irackiego oraz Tymczasowego Zgromadzenia Narodowego w przeprowadzeniu wolnych i demokratycznych wyborów;
- promowanie dialogu narodowego i konsensusu w procesie transformacji politycznej, w tym podczas tworzenia konstytucji Iraku przez obywateli tego kraju;
- doradzanie rządowi irackiemu w zakresie rozwoju skutecznej służby cywilnej i opieki socjalnej;
- wspieranie reform administracji publicznej i służby cywilnej;
- zapewnienie pomocy humanitarnej, bezpiecznego, dobrowolnego powrotu do kraju uchodźców i wysiedleńców;
- wspieranie rekonstrukcji, odbudowy gospodarczej i zrównoważonego rozwoju Iraku;
- promowanie ochrony praw człowieka, m.in. poprzez wspieranie utworzenia niezależnej krajowej instytucji ds. praw człowieka oraz edukację, doradztwo, programy szkoleniowe, skierowane m.in. do pracowników organów ścigania i wymiaru sprawiedliwości;
- wspieranie pojednania narodu irackiego;
- wspieranie procesów demobilizacji i reintegracji byłych żołnierzy;
- wspieranie rozwoju społeczeństwa obywatelskiego, stowarzyszeń prawniczych oraz wolnych i niezależnych mediów;
- pomoc w przeprowadzeniu reform sądownictwa i wzmocnieniu praworządności;
- pomoc w przeprowadzeniu powszechnego spisu ludności

W 2007 r. dokonano rewizji misji, podtrzymując wcześniejsze zadania, i jednocześnie przyznano Specjalnemu Przedstawicielowi Sekretarza Generalnego ONZ ds. Iraku dodatkowe kompetencje w zakresie doradztwa i wspierania rządu oraz obywateli Iraku:
- w pogłębianiu dialogu politycznego pomiędzy różnymi grupami etnicznymi i religijnymi;
- we wdrażaniu przepisów konstytucyjnych;
- wspieraniu dialogu regionalnego, w tym w kwestiach dotyczących granic, energetyki i uchodźców; usprawnieniu współpracy z darczyńcami i międzynarodowymi instytucjami finansowymi;
- realizowaniu programów na rzecz poprawy zdolności Iraku do świadczenia podstawowych usług publicznych;
- w przeprowadzeniu reform gospodarczych oraz stworzeniu warunków do zrównoważonego rozwoju